# Cleora amphidoxa
Cleora amphidoxa är en fjärilsart som beskrevs av Louis Beethoven Prout 1937. Cleora amphidoxa ingår i släktet Cleora och familjen mätare. Inga underarter finns listade i Catalogue of Life.